# Hans Krocker

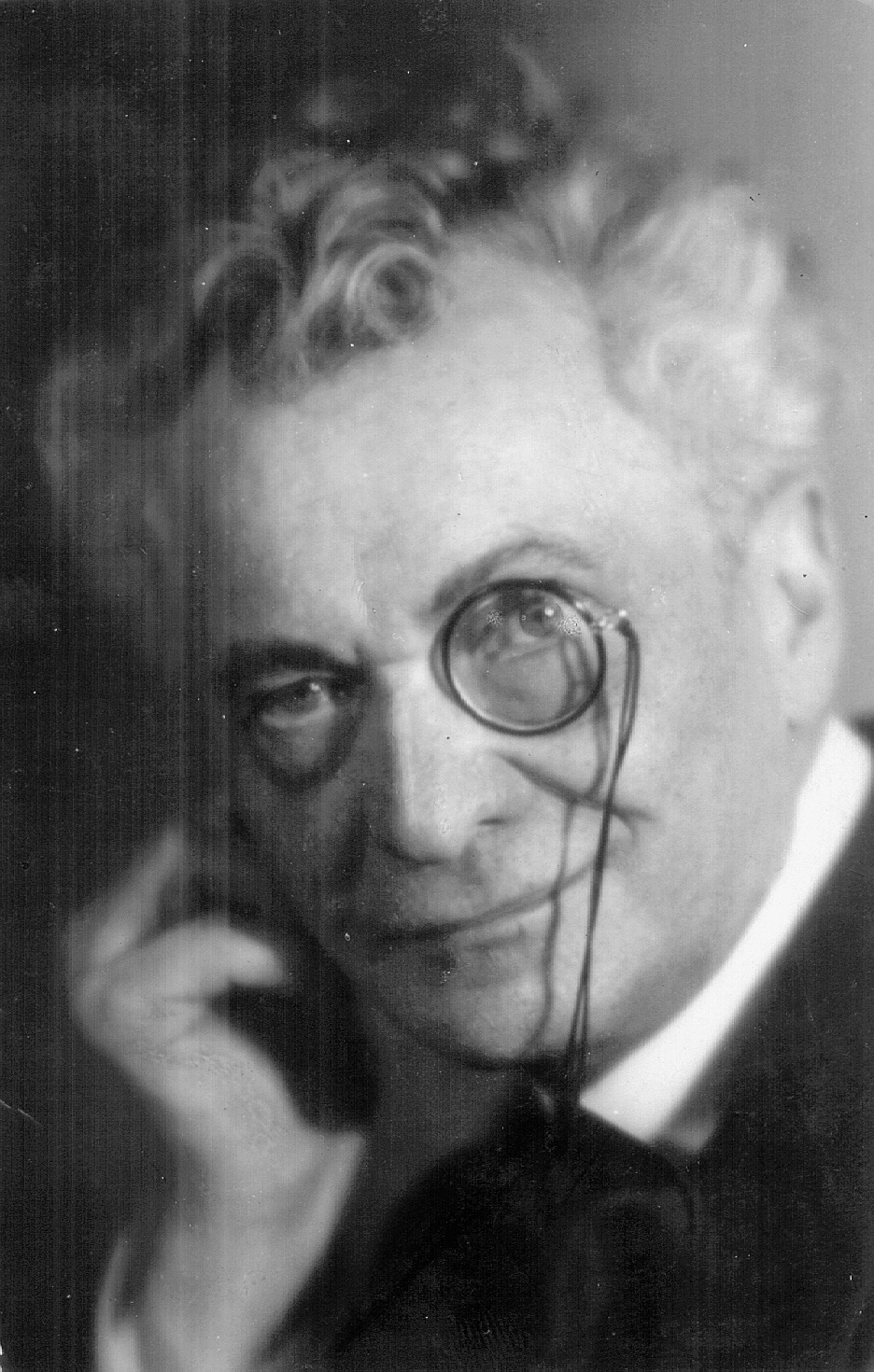
Hans Krocker

Hans Krocker (* 21. November 1872 in Zeulenroda; † 28. März 1946 in Berlin; Pseudonyme: Hans Krockow oder Hans Krocker-Krockow) war ein deutscher Schriftsteller und Verleger.

## Leben
Hans Krocker wurde als einer von fünf Söhnen des Franz Krocker und dessen Frau Selma Krocker geb. John in Zeulenroda (Thüringen) geboren.
Er heiratete in München am 11. April 1910 Annemarie Krocker, geb. Höfler, und bekam mit ihr am 1. Dezember 1912 in Berlin die Tochter Berta Krocker.
Hans Krocker lebte vor dem Ersten Weltkrieg einige Jahre in St. Petersburg (Russland). 1918 gründete er in Berlin den Verlag ORA und wurde Herausgeber der politisch-satirischen Wochenschrift Faun.
Bis zu seinem Tode lebte Hans Krocker in Berlin. Er starb am 28. März 1946.

## Werke
- Eberhardt von Danckelmann – Schauspiel, 1906
- Liebes Erwachen – Spiel, 1907
- Die Jungfrau von *** – Singspiel, 1907
- Elektra im Olymp – Satire, 1909
- Die Liebe, deren Macht und Weg – Roman, 1910
- Nofret-ête – ägyptische Tanzdichtung, 1929, Musik von Ernst Dycke
- Maya, 150 000 Jahre vor unserer Zeit – Roman, 1931
- Germanen seid einig – historisches Schauspiel, 1932